# Evangelisk-lutherska kyrkan i Zimbabwe
Evangelisk-lutherska kyrkan i Zimbabwe (tidigare Evangelisk-lutherska kyrkan i Sydrhodesia) är ett evangeliskt-lutherskt trossamfund i Zimbabwe.
Kyrkan är organiserad i tre stift: Östra stiftet med säte i Harare, Centrala stiftet med säte i Zvishavane och Västra stiftet med säte i Bulawayom. I stiften ingår sammanlagt 67 församlingar.
Kyrkan grundades 1903 av missionärer från Sverige och Sydafrika. 1963 blev kyrkan självständig och upptogs i Lutherska världsförbundet.

## Biskopar
- Arvid Albrektson, 1959–1963
- Sigfrid Strandvik, 1963–1975
- Jonas Shiri, 1975–
- David Siphuma
- Ambrose Moyo